# 王凤岐 (1918年)
王凤岐（1918年—1943年），河南偃师人，中国军事人物，新四军将领。
1937年，加入新四军，后升任营长。1940年，任新四军第二师四旅十团参谋长。1943年7月，因积劳成疾，不幸病故。